# Cantonul Varennes-en-Argonne
Cantonul Varennes-en-Argonne este un canton din arondismentul Verdun, departamentul Meuse, regiunea Lorena, Franța.

## Comune
- Avocourt
- Baulny
- Boureuilles
- Charpentry
- Cheppy
- Esnes-en-Argonne
- Lachalade
- Malancourt
- Montblainville
- Varennes-en-Argonne (reședință)
- Vauquois
- Véry